# Canal de la Tortue (Haïti)
Pour les articles homonymes, voir Canal de la Tortue.
 (septembre 2018).

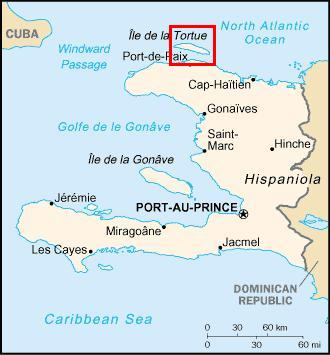
Localisation du canal de la Tortue.

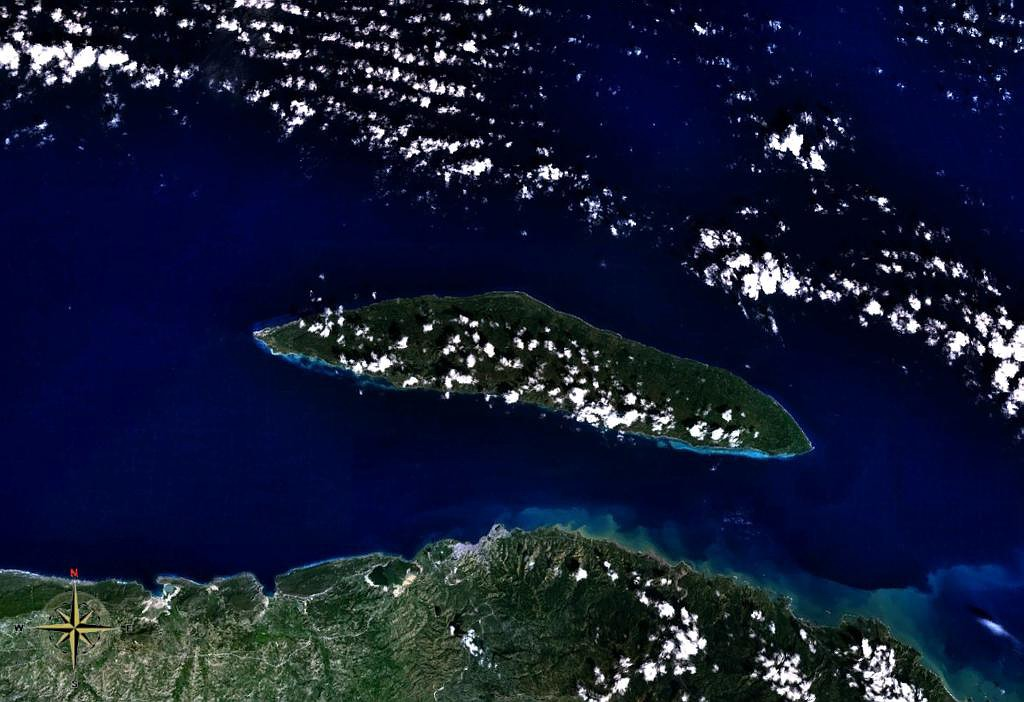
Vue satellitaire du canal de la Tortue.

Le canal de la Tortue est le bras de mer qui sépare Haïti de l'île de la Tortue.

## Géographie
Le canal de la Tortue est situé dans la mer des Caraïbes au Nord d'Haïti. Il sépare l'île de la Tortue du reste du territoire haïtien. 
Il a une largeur variable, selon les pointes côtières, d'environ 12 à 15 kilomètres et une longueur d'une quarantaine de kilomètres. 
Le canal de la Tortue est la partie supérieure d'une faille dite « faille du canal de la Tortue ». C'est une faille tectonique active nettement identifiée dans la partie septentrionale de l'île de Saint-Domingue (Haïti et la République dominicaine). Il s'agit d'une faille de subduction, de direction Est-Ouest, de fort dynamisme, responsable de la majorité des secousses sismiques se produisant dans la partie îlienne septentrionale, au large de la côte Nord du territoire haïtien.
Le canal de la Tortue fait partie du département du Nord-Ouest et de l'arrondissement de Port-de-Paix.
Le transport maritime des personnes et des biens se fait essentiellement dans de petites embarcations à moteur pouvant naviguer à la voile quand la brise le permet. Le voyage, à la voile, dure entre 30 et 45 minutes selon la météorologie locale. Par temps calme, le trajet s'effectue au moteur, mais le prix du trajet est doublé. La ville portuaire de Port-de-Paix est le principal lieu d'embarquement et de débarquement avec la commune de La Tortue. Le charbon de bois est le principal fret depuis l'île de la Tortue vers Port-de-Paix, où se tient un marché propre à ce produit.